# كاري هاميلتون
كاري لويس هاميلتون (5 ديسمبر 1963، نيويورك – 20 يناير 2002، لوس أنجلوس)، وهي مغنية وممثلة وكاتبة أمريكية. ولدت كاري في 5 ديسمبر 1963، وهي ابنة المخرج جوى هاملتون، والممثلة الكوميدية كارول بورنت.
وفي الفترة من 1986-1987 فقد قامت بالعمل في مسلسل تلفزيوني موسيقي مشهور في الولايات المتحدة الأمريكية وهو من مسلسلات الأصلية في ذلك الوقت، وقد قامت بالتدريب في جامعة ببردين في ماليبو. وفي عام 1999 فقد قامت بالتمثيل بدور ناجح في السيزون السادس للمسلسل التلفزيوني الملفات الغامضة، وأبدت نجاح باهر في تمثيل هذا المسلسل.
وقد توفيت الفنانة عن عمر يناهز ثمانية وثلاثون عاما، وذلك بسبب أصابتها بمرض السرطان الدماغي، ودفنت في مقبرة قرية ويستوود.

## أفلامها
-حياة الحب (1985) (كما كاثى)
-الشكل (كما ريجى هيغنر، سلسلة التلفزيون، 29 حلقة)
-الرهائن (1988)، (مثل بونى لى هوبيكن) (مع كارول بورنت)
-بنات كوول (1998) (مثل ويندى ريد)
-مشاهدة الليل (شخصية غير معروفة 1988 مسلسل تلفزيوني، الحلقة الأولى)
-شاج (1989)، (مثل نادين)
-المرأة الوحيدة المتزوجة (1989) (مثل أبريل جلاى)
-متقلب العلم (1990)، (مثل أليكس كروس)
-القتل، كتبت (مثل جريلدين ستون 1990، مسلسل تلفزيوني، الحلقة الأولى)
-العدالة المتساوية (مثل جيليان ويكس 1991، مسلسل تلفزيوني، الحلقة الأولى)
-بيفرلى هيلز، 90210 (مثل سكاى 1991، مسلسل تلفزيوني، الحلقة الأولى)
-ثلاثين شئ (مثل كالى هافز 1991، مسلسل تلفزيوني، الحلقة الأولى)
-عدل الآن (1991) (مثل ديبى)
-العالم البارد (1992) (مثل مكتبة كوميك كاشير)
-والكر، تيكساس رانجر (مثل مارى بيث مجكال، 1995، مسلسل تلفزيوني، الحلقة الثانية)
-لمست من قبل الملاك (مثل أليسون بينيت، 1997، مسلسل تلفزيوني، الحلقة الأولى) (مع كارول بورنت)
-الملفات الغامضة (مثل بام 1999، مسلسل تلفزيوني، الحلقة الأولى)
-الحلقة الأولى (مثل الإنذار)
-الزاعم (ممثل جيل أرنولد 2000، مسلسل تلفزيوني، الحلقة الأولى)

## أعمالها الفنية
-من أين تبدأ الليلة (على المجد)
-دائما أنت (على المجد)
-الذي وضع البومب (على المجد)
-أغنية شوب شوب (على المجد)
-بعض الأيام، بعض الطرق (على المجد)
-نحن هم (على المجد)
-أمسكنى انا السقوط السريع (على المجد)
-انظر وتعلم (على المجد)
-هذا الحب، انا بعد، بعد كل شئ (على المجد)
-شرقى عدن (على الشكل)
-هل الحب بعيد (على المجد)
-لدينا الحق (على المجد)
-أعتقد (على المجد)
-أرى وجهك مرة أخرى (على المجد)
-هو ينظر مثل روميو (على المجد)
-زوجان من الأنتفاخات (على المجد)
-أنت تجعلنى اشعر، المراة الطبيعية (على بنات كول)
-هل تعتقد في السحر؟ (على بنات كول)
-لن ننسى ابدا (على بنات كول)
-الصفحة الرئيسية على المدى (على بنات كول)
-اليوم المختلف (الموسيقي والفيديو)
-انا ولد (الموسيقي والفيديو)

## الروابط الخارجية
- كاري هاميلتون على موقع IMDb (الإنجليزية)
- كاري هاميلتون على موقع ألو سيني (الفرنسية)
- كاري هاميلتون على موقع ميوزك برينز (الإنجليزية)
- كاري هاميلتون على موقع أول موفي (الإنجليزية)
- كاري هاميلتون على موقع قاعدة بيانات برودواي على الإنترنت (الإنجليزية)
- كاري هاميلتون على موقع قاعدة بيانات الأفلام السويدية (السويدية)
- كاري هاميلتون على موقع قاعدة بيانات الفيلم (الإنجليزية)
- كاري هاميلتون على موقع كينوبويسك (الروسية)

-كارى هاملتون، صفحة غير رسمية
-كارى هاملتون، ايجاد القبر
-جامعة انهايم، معهد الترفية لكارى هاملتون
-معلومات كارى هاميلتون على موقع مسرح باسادينا نسخة محفوظة 21 أكتوبر 2014 على موقع واي باك مشين.
-مسرح كارى هاملتون، الصفحة الرئيسية لباسدينا بلاى هاوس
-كارى هاملتون في تمثيل الفيلم بالأنترنت.